# Joseph Paul Guibert de Vaubonne
Joseph Paul Guibert de Vaubonne (* 17. Oktober 1645 in Flassan; † 12. August 1715 in Rom), Seigneur und später Marquis de Vaubonne, war ein französischer Militär im Dienst des Herzogs von Savoyen.

## Leben
Joseph Guibert de Vaubonne wurde am 17. Oktober 1645 im Schloss Vaubonne in Flassan als Sohn von Pierre de Guibert de Vaubonne, einem Doktor der Rechtswissenschaften, und Angélique de Raffelis de Rus geboren.
Er schlug sehr früh eine militärische Laufbahn im Dienst Frankreichs ein, war aber aufgrund einer Ehrenangelegenheit gezwungen, ins Ausland zu gehen. Als Ritter des spanischen Calatrava-Ordens und Oberst der Dragoner setzte er seine militärische Karriere in Deutschland fort und stieg dort auf.
Nach dem Eintritt Savoyens in den Spanischen Erbfolgekrieg befehligte er 1703 ein Kavalleriekorps und 1704 führte er die Armee von Viktor Amadeus II. von Savoyen an, mit der er sich dem Vormarsch des Herzogs von Vendôme widersetzte, auf den er einige Meilen vor Trino traf. Die piemontesischen Truppen wurden geschlagen und General Vaubonne geriet in Gefangenschaft.
Nach Alessandria geschickt, versuchte er, den Ort dem Herzog von Savoyen zu übergeben, wurde aber entdeckt, in einen Kerker gesteckt und dann nach Frankreich gebracht. Nachdem er seinen Austausch erhalten hatte, befand er sich bei der Belagerung von Gaeta (1707), wo er schwer verwundet wurde.
Im Jahr 1712 befehligte er für den Kaiser des Heiligen Römischen Reiches tausend Mann in Spanien und nahm 1713 den Rang eines Generalleutnants der Kavallerie ein. Als Prinz Eugen von Savoyen im selben Jahr Freiburg im Breisgau vor französischen Angriffen in Sicherheit bringen wollte, schickte er Guibert de Vaubonne mit 18.000 Mann, um die auf dem Roßkopf errichteten Verschanzungen zu bewachen.
Nachdem Marschall de Villars am 11. September 1713 an der Spitze von 30 Bataillonen und 20 Schwadronen den Rhein bei Fort-Louis überschritten hatte, konnte Guibert de Vaubonne, der von seinen Soldaten nicht ausreichend unterstützt wurde, dem Angriff nicht standhalten und wurde von den Flüchtenden mitgerissen. Er sammelte sie dennoch, aber in so großer Entfernung von den Verschanzungen, dass die Franzosen alle Zeit der Welt hatten, sie zu erobern. Er zog sich geordnet zurück, warf 12 Bataillone nach Freiburg und schlug sein Lager in der Nähe von Rottweil auf.
Als Vaubonne im August 1715 durch Rom reiste, um das Kommando über das Castel Nuovo in Neapel zu übernehmen, stürzte er sich am 12. des Monats in einem Anfall von Wahnsinn aus dem dritten Stock eines Gebäudes auf die Straße und starb eine Viertelstunde später.

## Ehe und Familie
Joseph Guibert de Vaubonne war mit Marguerite de Charriéres aus der Picardie verheiratet, mit der er eine Tochter hatte, Marguerite Madeleine, die am 10. September 1718 in Bédoin André de Balbany heiratete (* 7. April 1692 in Bédoin; † vor 1751), Comte palatin und Trésorier de la Révérende Chambre du Comtat Venaissin.